# Fred Schepisi

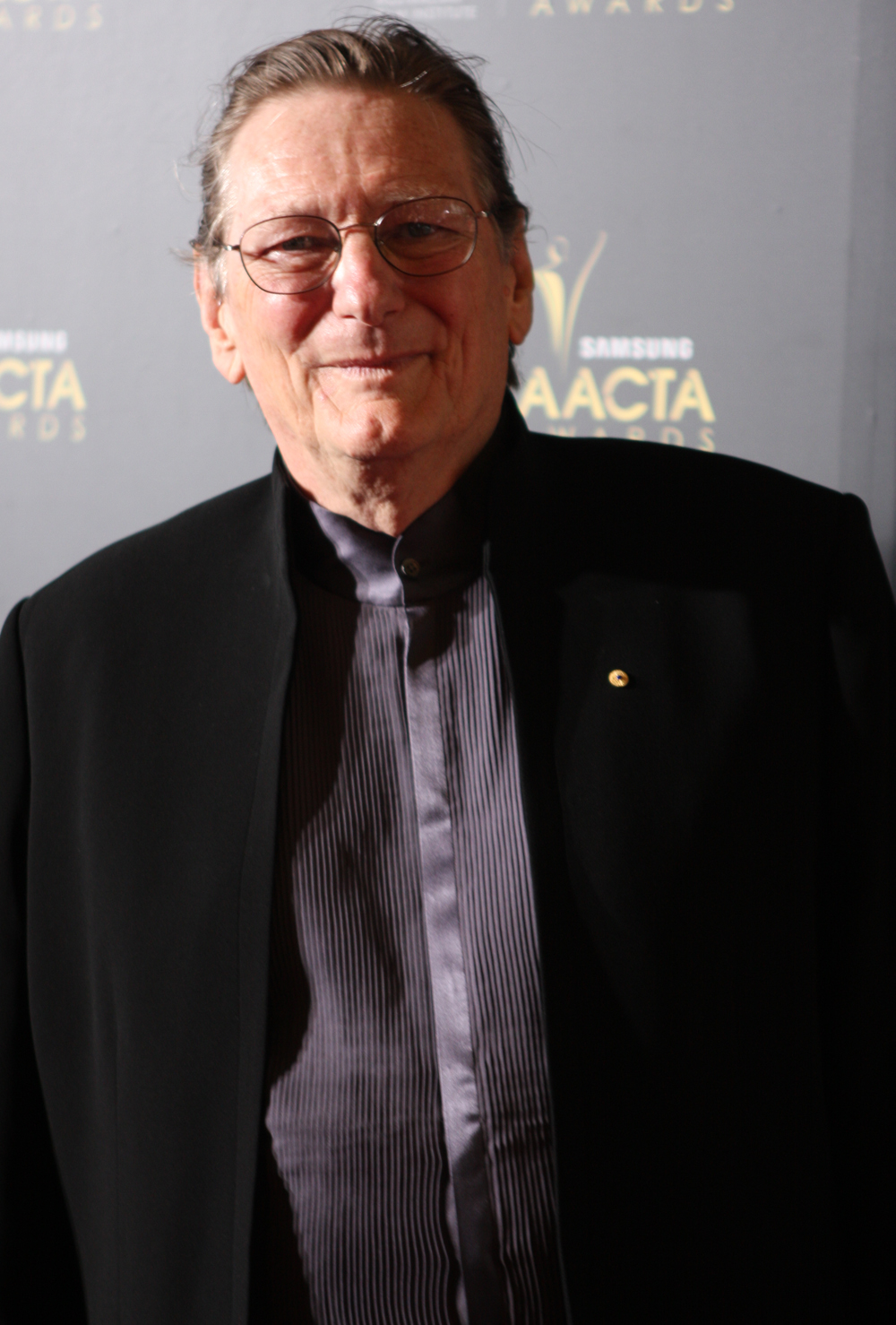
Fred Schepisi (2012)

Fred Schepisi (* 26. Dezember 1939 in Richmond, Australien als Frederic Alan Schepisi) ist ein australischer Regisseur, Drehbuchautor und Produzent.

## Leben
Der Sohn eines Gemüsehändlers war schon in jungen Jahren ein tüchtiger Arbeiter, so dass er sich mit 25 Jahren zusammen mit zwei Freunden die Firma Cine Sound Melbourne kaufen konnte, die er dann in Film House umbenannte.
Als Werbefilmer machte Schepisi praktische Erfahrungen mit dem Medium, außerdem wurde er immer bekannter.
Nach einigen Film-Experimenten dreht er 1976 seinen ersten Langfilm mit dem Titel Spielplatz des Teufels. Schepisi war selbst in einer Klosterschule. Kennt man die Lebensgeschichte Schepisis, so wird sofort deutlich, dass die in einer katholischen Klosterschule spielende Geschichte auf eigenen Erfahrungen beruht. Die Probleme zwischen den strengen Ordensregeln und der beginnenden Pubertät werden ebenso kritisch wie unpolemisch behandelt.
Gesellschaftskritik ist Schepisis Thema geworden, so auch zwei Jahre später im Film Die Ballade von Jimmie Blacksmith. Hier reflektiert er über die Ausrottung der australischen Ureinwohner, parallel dazu auch über die der Indianer in Nordamerika. Zwar ist der Film bei den Kritikern in der Gunst, aber er wird ein finanzieller Flop. Verärgert über die mangelnde Aufmerksamkeit seiner Landsleute geht er in die USA.
Schepisi fällt es schwer, in den USA Fuß zu fassen – seine ersten Arbeiten sind schwach. Doch 1987 gelingt ihm ein kommerzieller Durchbruch mit der Cyrano-de-Bergerac-Parodie Roxanne. Auch der 1990 gedrehte Film Das Rußland-Haus kam bei Publikum und Kritikern gut an. Die letzten Arbeiten Schepisis zeichneten sich durch ihren satirischen Witz aus.

## Filmografie (Auswahl)

### Regisseur
- 1973: Libido (Segment: The Priest)
- 1976: Spielplatz des Teufels (The Devil’s Playground)
- 1978: Die Ballade von Jimmie Blacksmith (The Chant of Jimmie Blacksmith)
- 1982: Die Ballade vom Banditen Barbarossa (Barbarosa)
- 1984: Rückkehr aus einer anderen Welt (Iceman)
- 1985: Eine demanzipierte Frau (Plenty)
- 1987: Roxanne (Roxanne)
- 1988: Ein Schrei in der Dunkelheit (Evil Angels)
- 1990: Das Rußland-Haus (The Russia House)
- 1992: Mr. Baseball
- 1993: Das Leben – Ein Sechserpack (Six Degrees of Separation)
- 1994: I.Q. – Liebe ist relativ (I.Q.)
- 1997: Wilde Kreaturen (Fierce Creatures)
- 2001: Letzte Runde – Last Orders (Last Orders)
- 2003: Es bleibt in der Familie (It Runs in the Family)
- 2005: Empire Falls – Schicksal einer Stadt (Empire Falls, Miniserie, 2 Episoden)
- 2011: Im Auge des Sturms (The Eye of the Storm)
- 2013: Words & Pictures – In der Liebe und in der Kunst ist alles erlaubt (Words and Pictures)

### Filmproduzent
- 1976: Spielplatz des Teufels (The Devil’s Playground)
- 1978: Die Ballade von Jimmie Blacksmith (The Chant of Jimmie Blacksmith)
- 1990: Das Rußland-Haus (The Russia House)
- 1992: Mr. Baseball
- 1993: Das Leben – Ein Sechserpack (Six Degrees of Separation)
- 1994: I.Q. – Liebe ist relativ (I.Q.)
- 2001: Letzte Runde – Last Orders (Last Orders)
- 2013: Words & Pictures – In der Liebe und in der Kunst ist alles erlaubt (Words and Pictures)

### Drehbuchautor
- 1976: Spielplatz des Teufels (The Devil’s Playground)
- 1978: Die Ballade von Jimmie Blacksmith (The Chant of Jimmie Blacksmith)
- 1988: Ein Schrei in der Dunkelheit (Evil Angels)
- 2001: Letzte Runde – Last Orders (Last Orders)